# 賀盧
賀 盧（が ろ、生年不詳 - 410年）は、北魏の外戚で、献明賀皇后の兄弟にあたる。賀頼盧（が らいろ）とも書かれる。後に南燕の広寧王となった。賀蘭部の出身。本貫は代郡。

## 経歴
賀野干の子として生まれた。道武帝による後燕に対する征戦に参加し、功績により遼西公の爵位を受けた。396年（皇始元年）、道武帝は賀盧に命じて衛王拓跋儀と合流させ、鄴包囲に参戦させたが、賀盧は拓跋儀の指揮を受けつけなかった。道武帝が使者を派遣して賀盧を譴責したため、賀盧は恨みを抱くようになった。拓跋儀の司馬の丁建と争い、ますます憤懣を高めた。道武帝が拓跋儀に命じて鄴を去らせると、賀盧もまた引き返した。賀盧は広川郡太守に任じられたが、冀州刺史の王輔の下につくことを恥じた。398年（天興元年）1月、王輔を襲撃して殺害した。陽平・頓丘の諸郡を掠奪して、黄河を南に渡り、慕容徳についた。
賀盧は南燕の并州刺史に任じられ、広寧王に封じられた。409年（永興元年）5月、東晋の劉裕が北伐してくると、南燕の慕容超は都の広固を戦場とすることを嫌って、野戦による迎撃を望んだ。賀盧はこの方針に反対して慕容超を諫めたが、聞き入れられなかった。6月、臨朐で両軍は決戦し、燕軍は敗れた。410年（永興2年）2月、南燕が滅亡すると、賀盧も没した。

## 伝記資料
- 『魏書』巻83上 列伝第71上
- 『北史』巻80 列伝第68